# Риомаджоре
Риомаджоре (лиг. Rimasùu, Rimazô, итал. Riomaggiore) — итальянский город с населением 1 485 человек в провинции Специя в Лигурии. Древний район Ривьеры-ди-Леванте, является самым восточным и самым южным из так называемых Чинкве-Терре.
Туристы, посещающие Чинкве-Терре, в основном начинают с посещения Риомаджоре. С соседней деревней Манарола коммуну соединяет живописная Дорога любви (Via dell’Amore).
Риомаджоре основана в начале XIII века. Кроме туристического популярного места, деревня известна своим вином. На морском побережье располагается небольшой пляж.
Риомаджоре — самая южная коммуна Чинкве-Терре. В деревне запрещено автомобильное движение.
Покровителем коммуны почитается святой Иоанн Креститель, празднование 24 июня.

## Галерея

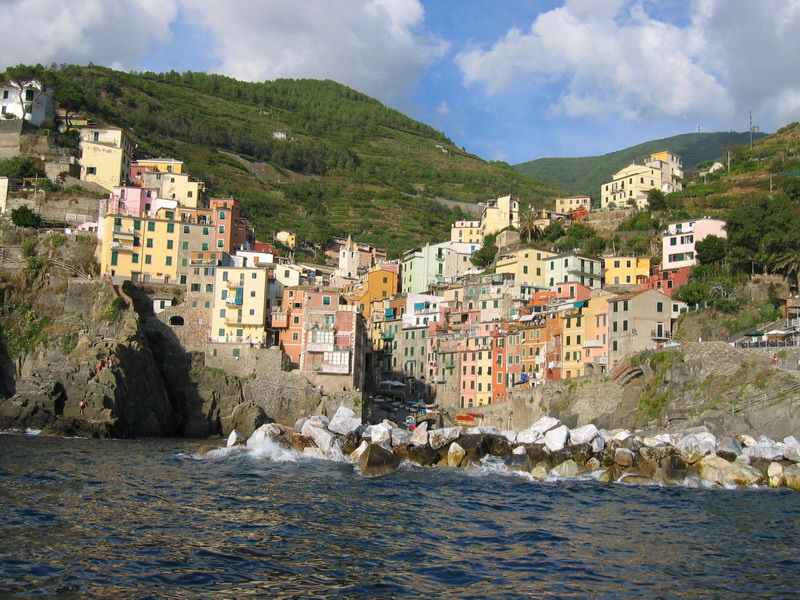
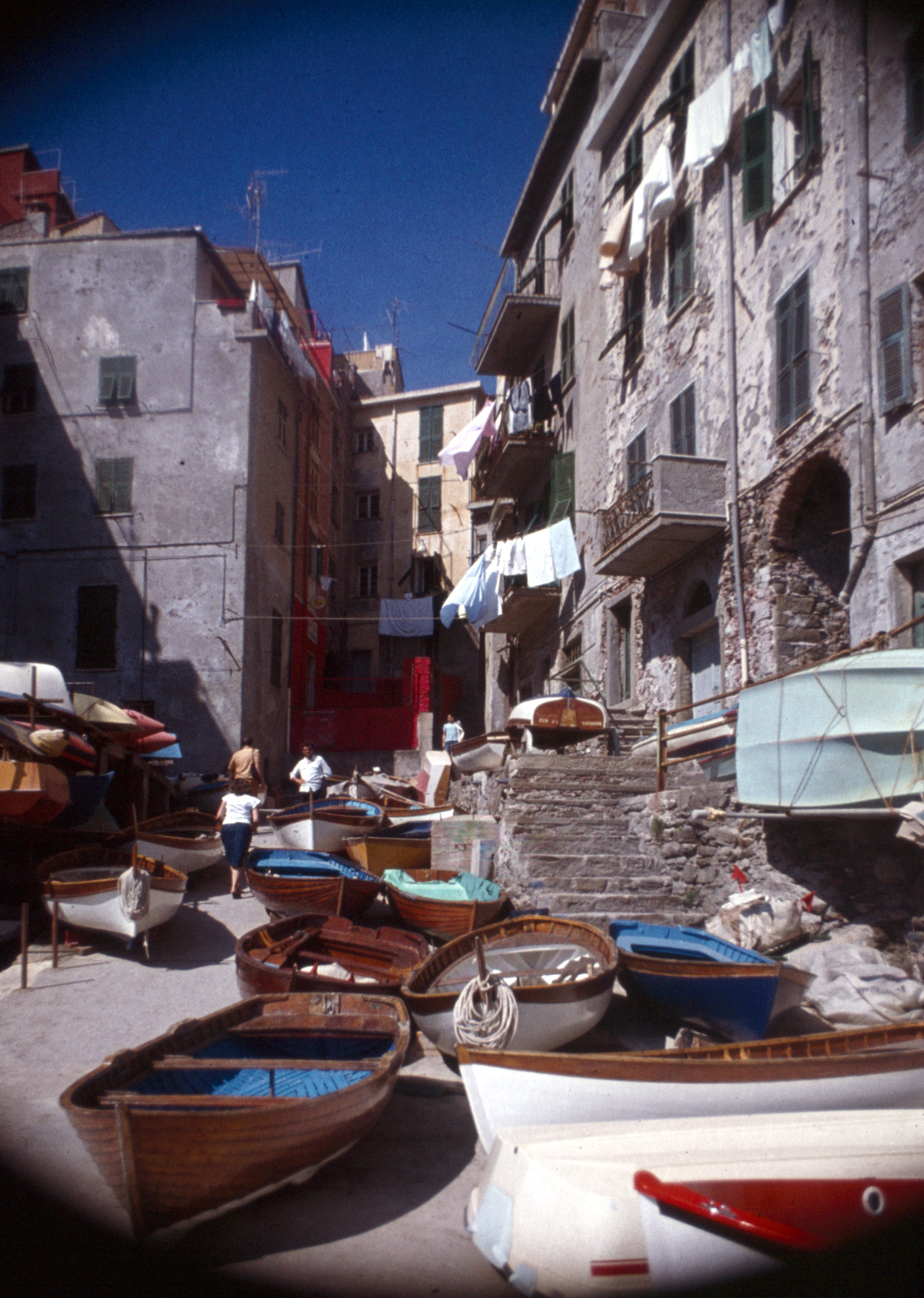
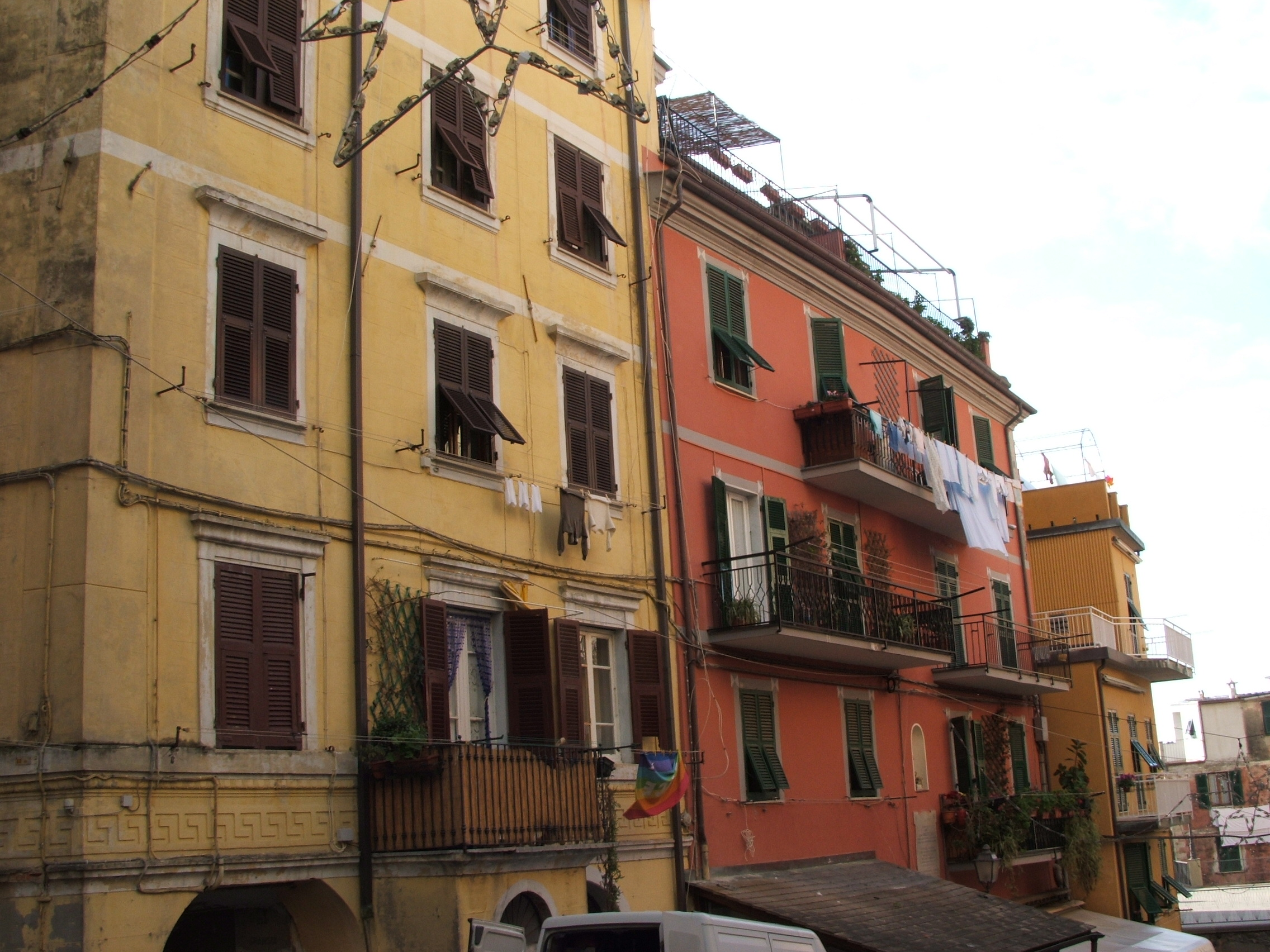
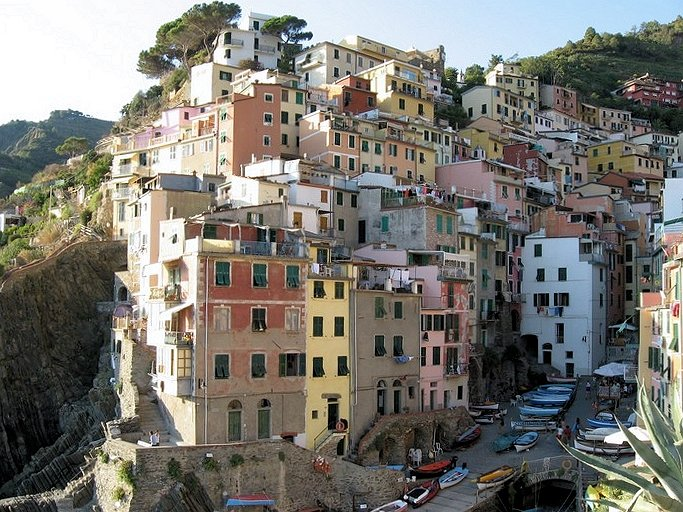
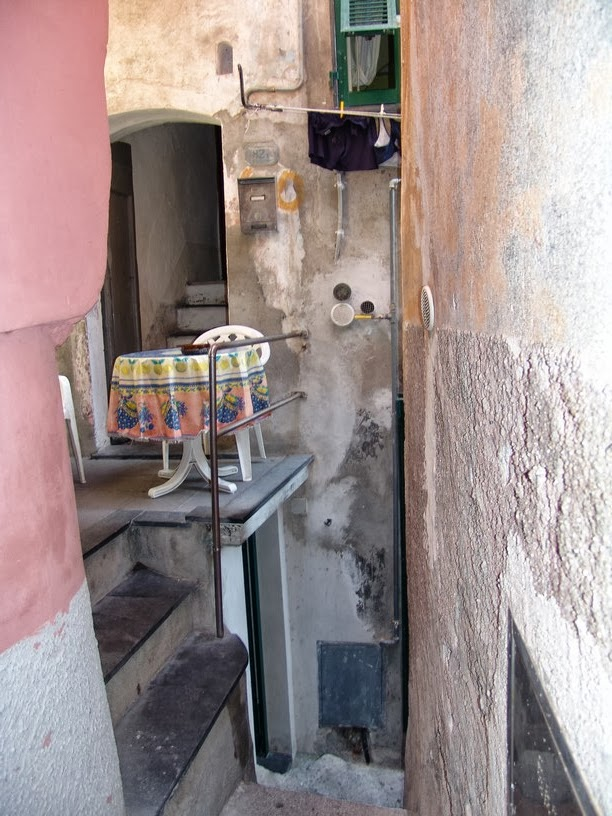
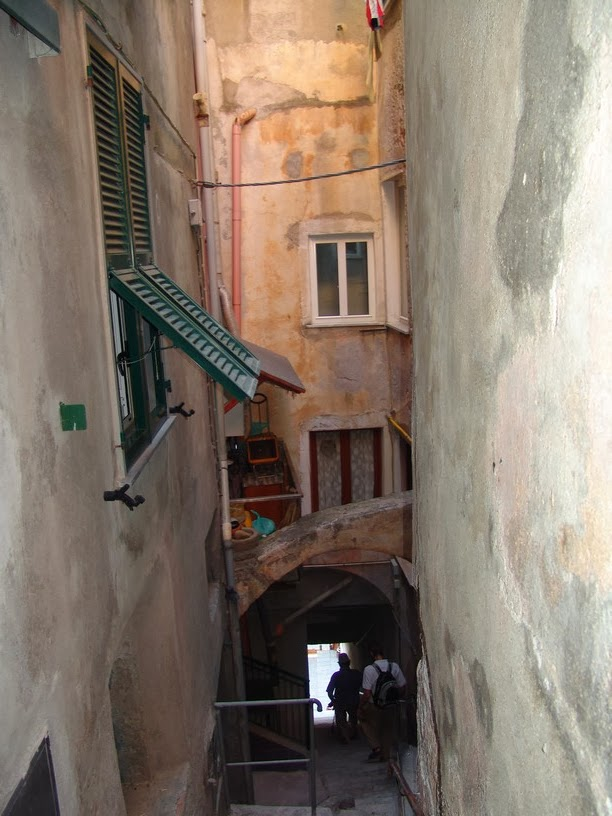
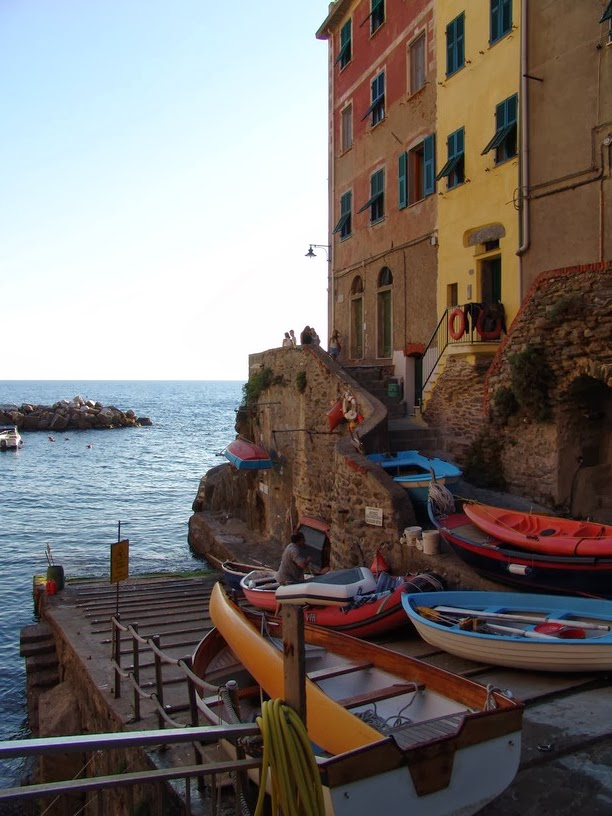